# Marta Pan
Marta Pan (Budapest, 12 giugno 1923 – Parigi, 12 ottobre 2008) è stata una scultrice ungherese naturalizzata francese.

## Biografia
Pan studiò arte all'Ecole des Beaux-Arts di Budapest.
Nel 1946 Pan si trasferì a Parigi dove ebbe l’opportunità di entrare in contatto con importanti figure dell’avanguardia come Constantin Brâncuși e Fernand Léger. Nel 1952 sposò André Wogenscky, stretto collaboratore di Le Corbusier, il che contribuì a rafforzare l’influenza dell’architettura modernista sul suo lavoro.
Le sue prime sculture riflettevano infatti l’estetica e i principi architettonici di Le Corbusier. Un esempio significativo è Le Teck (1956), un’opera composta da due elementi mobili che permettono allo spettatore di interagire con la scultura, modificandone la forma.
Questa opera ispirò il coreografo Maurice Béjart che creò un balletto con lo stesso nome, presentato per la prima volta sul tetto dell’Unité d'Habitation di Le Corbusier a Marsiglia. Fino al 1960 tutte le sculture di Pan seguirono questa logica costruttiva a due elementi favorendo una dimensione interattiva e mutevole.
Nel 1990 Pan realizzò Celle, una scultura galleggiante installata in Italia all’interno della collezione Gori, presso la Fattoria di Celle.
Morì a Parigi all'età di 85 anni.

## Stile
Le sculture di Pan si distinguono per l’attenzione all’equilibrio, alla simmetria e alla geometria, spesso concepite in stretta relazione con l’ambiente circostante. Molte delle sue opere sono infatti pensate per dialogare con il contesto in cui si trovano.

## Riconoscimenti
Nel 2001 Pan ha ricevuto il prestigioso premio Praemium Imperiale per la scultura dalla Japan Art Association. Il lavoro di Pan è stato incluso nella mostra del 2021 Women in Abstraction al Centro Georges Pompidou. Le sue opere possono essere ammirate in numerose istituzioni e luoghi pubblici.

## Galleria d'immagini

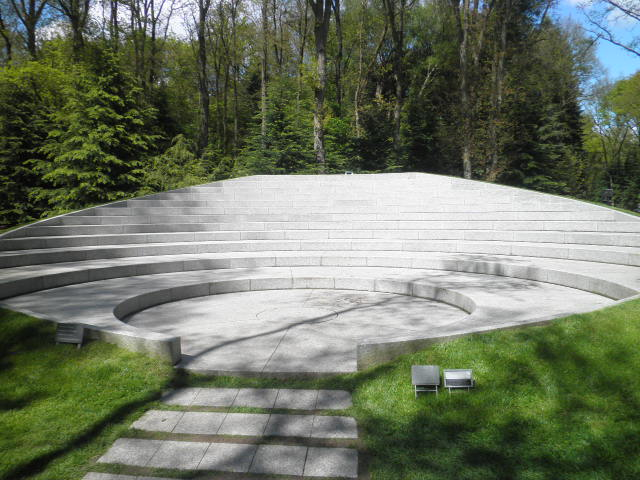
Anfiteatro
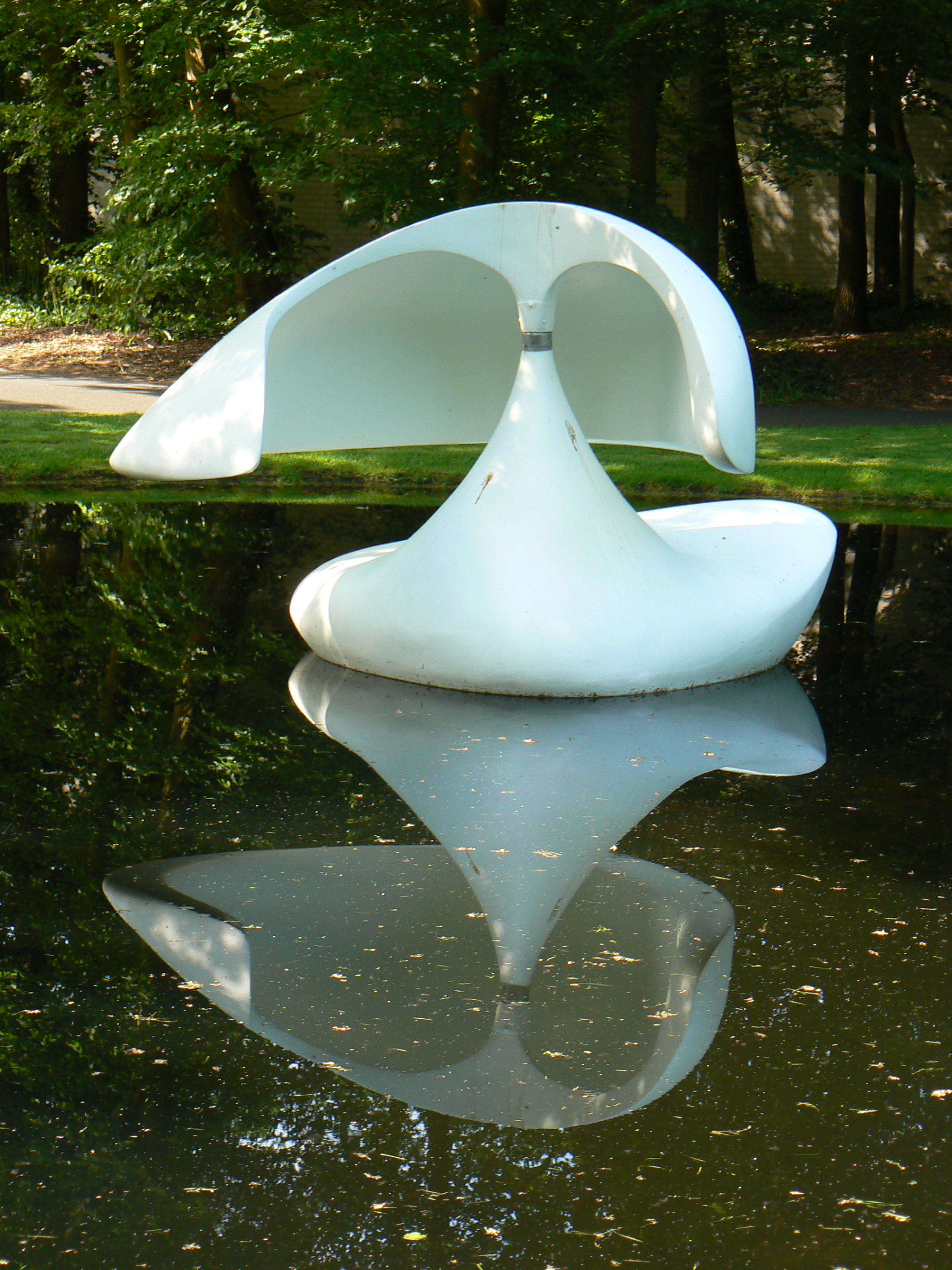
Scultura flottante
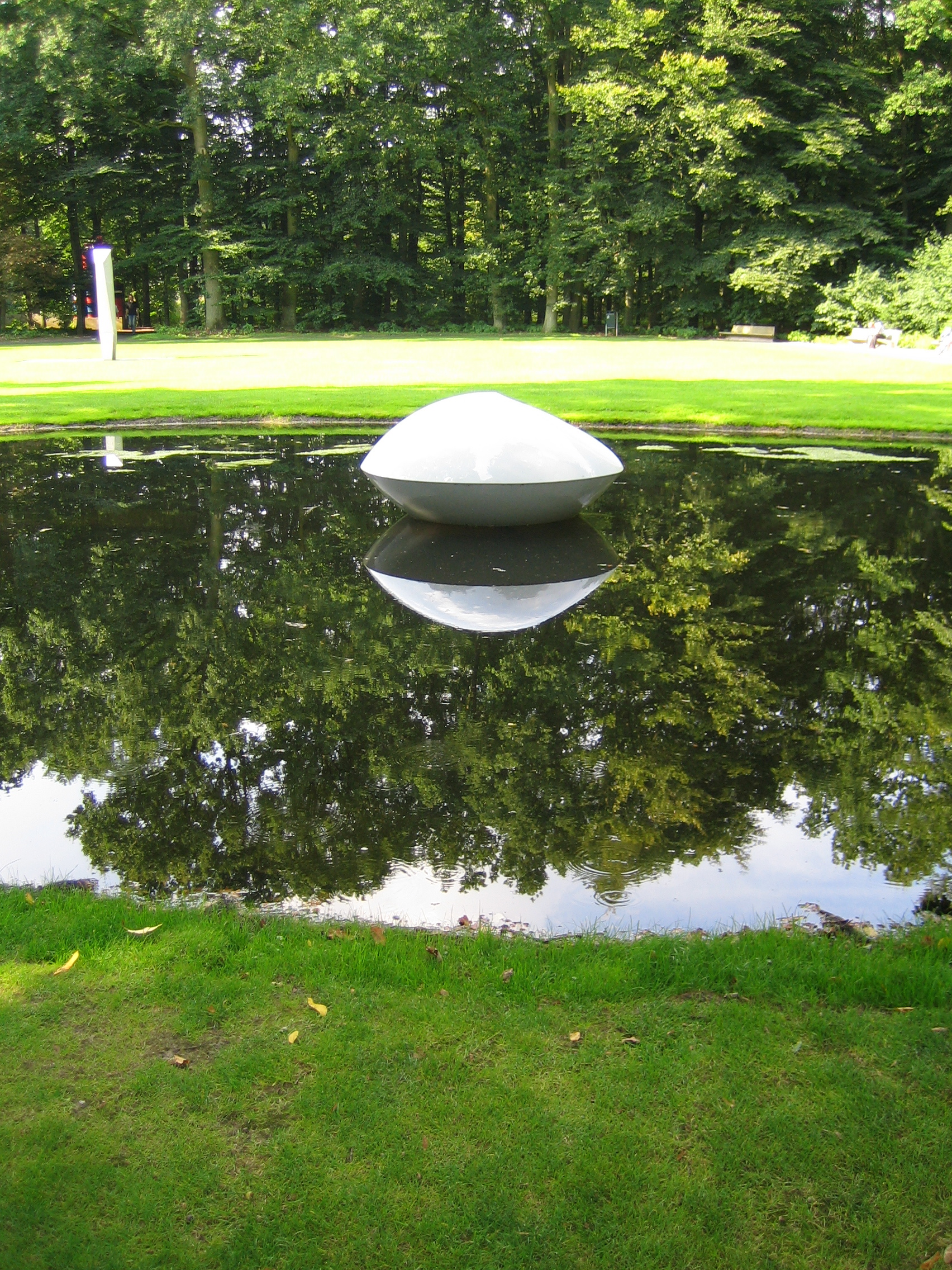
Scultura flottante